# Tratamiento secundario

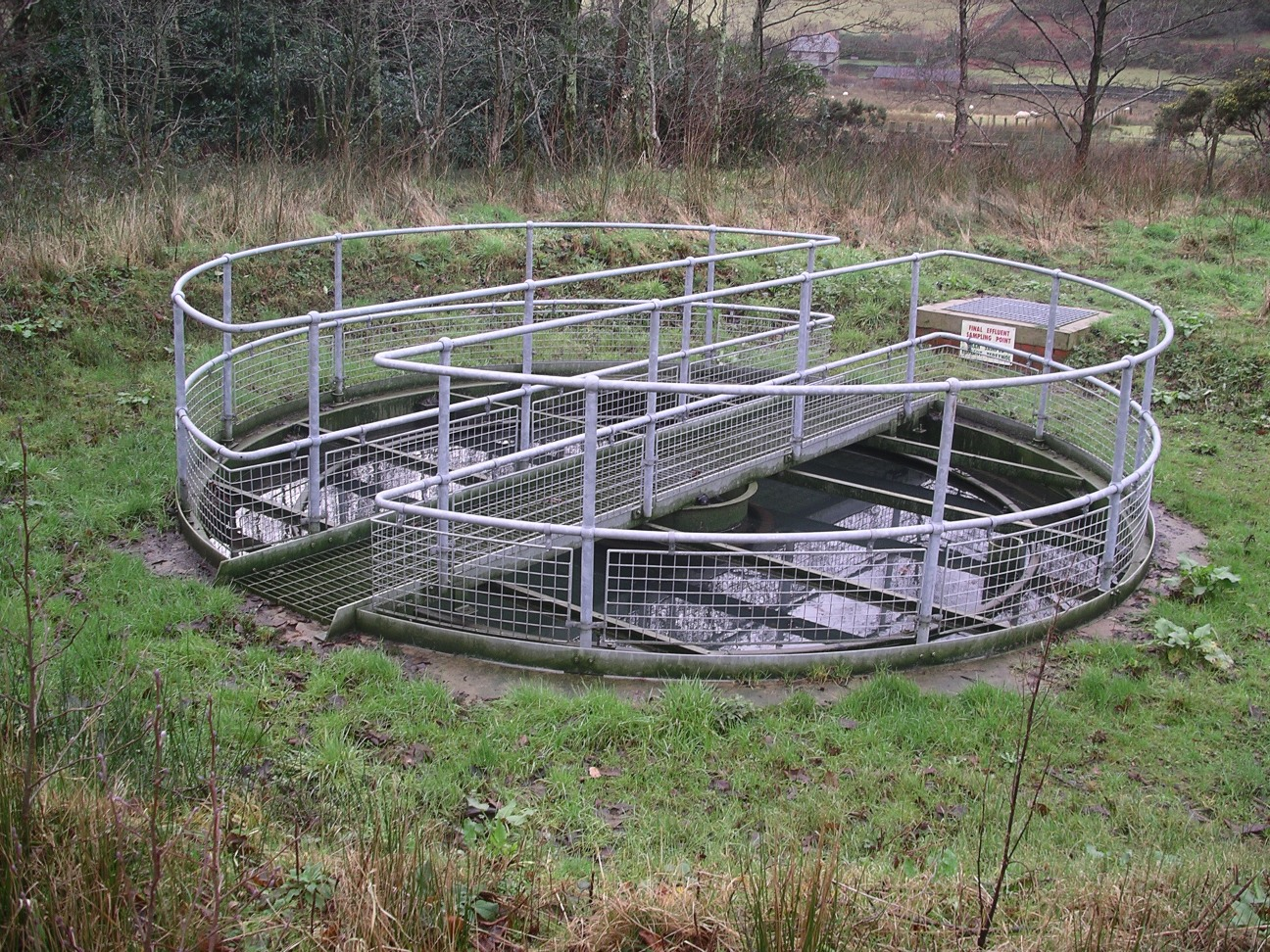
Este pequeño decantador secundario de una depuradora rural es un mecanismo típico de separación de fases para eliminar los sólidos biológicos formados en un biorreactor de crecimiento en suspensión o de película fija.

El tratamiento secundario (principalmente tratamiento biológico de aguas residuales) es la eliminación de materia orgánica biodegradable (en solución o en suspensión) de las aguas residuales o tipos similares de aguas: : 11 El objetivo es lograr un cierto grado de calidad del efluente en una planta de tratamiento de aguas residuales adecuada para la opción de eliminación o reutilización prevista. El tratamiento secundario suele ir precedido de una etapa de "tratamiento primario", en la que se utiliza la separación física de fases para eliminar los sólidos sedimentables. Durante el tratamiento secundario, se utilizan procesos biológicos para eliminar la materia orgánica disuelta y suspendida medida como demanda bioquímica de oxígeno (DBO). Estos procesos son realizados por microorganismos en un proceso controlado aeróbico o anaeróbico dependiendo de la tecnología de tratamiento. Las bacterias y los protozoos consumen contaminantes orgánicos solubles biodegradables (por ejemplo, azúcares, grasas y moléculas orgánicas de carbono de cadena corta procedentes de residuos humanos, residuos alimentarios, jabones y detergentes) mientras se reproducen para formar células de sólidos biológicos. El tratamiento secundario se utiliza ampliamente en la depuración de aguas residuales y también es aplicable a muchas  aguas residuales agrícolas e industriales.
Los sistemas de tratamiento secundario se clasifican en sistemas de película fija o de crecimiento suspendido, y en sistemas aerobios y anaerobios. Los sistemas de película fija o de crecimiento adherido incluyen los filtros percoladores, los humedales artificiales, las biotorres y los contactores biológicos rotativos, en los que la biomasa crece sobre un medio y las aguas residuales pasan por encima de su superficie: : 11–13 El principio de película fija ha evolucionado hasta convertirse en reactores de biopelícula de lecho móvil y procesos integrados de lodos activados de película fija. Los sistemas de crecimiento suspendido incluyen los lodos activados, que es un sistema de tratamiento aeróbico, basado en el mantenimiento y recirculación de una biomasa compleja compuesta por microorganismos bacterias y protozoos) capaces de absorber y adsorber la materia orgánica transportada en las aguas residuales. También se están utilizando humedales construidos. Un ejemplo de un sistema de tratamiento secundario anaeróbico es el reactor de manto de lodos anaeróbico de flujo ascendente.
Los sistemas de película fija son más capaces de hacer frente a cambios drásticos en la cantidad de material biológico y pueden proporcionar mayores tasas de eliminación de materia orgánica y sólidos en suspensión que los sistemas de crecimiento en suspensión.:11-13 La mayoría de los sistemas de tratamiento secundario aerobio incluyen un clarificador secundario para sedimentar y separar el flóculo biológico o el material filtrante cultivado en el biorreactor de tratamiento secundario.

## Definiciones

### Tratamiento secundario
La decantación del tratamiento primario elimina aproximadamente la mitad de los sólidos y un tercio de la DBO de las aguas residuales brutas. El tratamiento secundario se define como la "eliminación de materia orgánica biodegradable (en solución o suspensión) y sólidos en suspensión. La desinfección también suele incluirse en la definición de tratamiento secundario convencional": 11 La eliminación biológica de nutrientes es considerada por algunos ingenieros sanitarios como tratamiento secundario y por otros como tratamiento terciario. : 11 
Tras este tipo de tratamiento, las aguas residuales pueden denominarse aguas residuales con tratamiento secundario.

### Tratamiento terciario

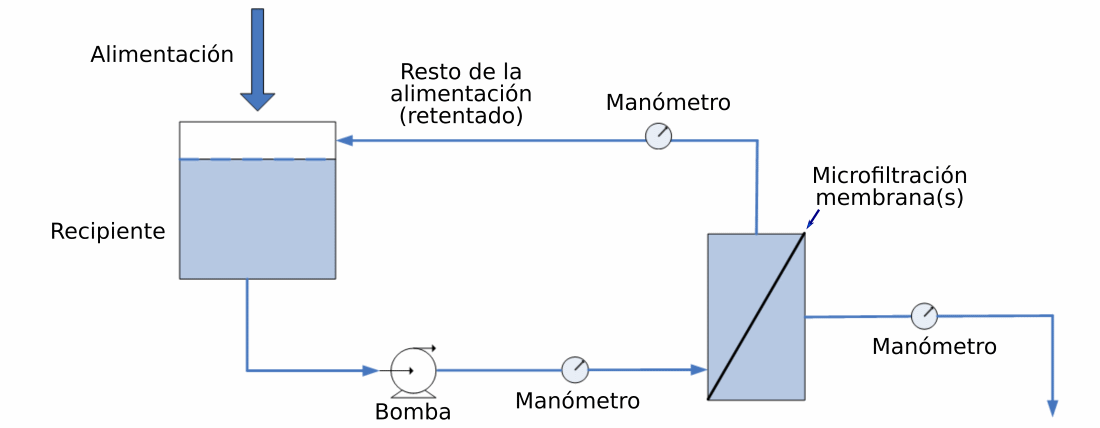
Configuración general de un sistema de microfiltración

## Tipos de procesos
Los sistemas de tratamiento secundario se clasifican en sistemas de película fija o de crecimiento en suspensión Existe un gran número de procesos de tratamiento secundario A continuación se explican los principales.

### Sistemas de película fija

#### Lechos filtrantes (lechos oxidantes)
En las plantas más antiguas y en las que reciben cargas variables, se utilizan lechos filtrantes percoladores en los que el agua residual sedimentada se esparce sobre la superficie de un lecho compuesto por coque (carbón carbonizado), virutas de piedra caliza o medios plásticos especialmente fabricados. Estos medios deben tener una gran superficie para soportar las biopelículas que se forman. El licor se distribuye normalmente a través de brazos de pulverización perforados. El licor distribuido se escurre por el lecho y se recoge en los desagües de la base. Estos desagües también proporcionan una fuente de aire que se filtra a través del lecho, manteniéndolo aeróbico. En la superficie del lecho se forman biopelículas de bacterias, protozoos y hongos que se alimentan del contenido orgánico o lo reducen.:12 El filtro elimina un pequeño porcentaje de la materia orgánica en suspensión, mientras que la mayor parte de la materia orgánica favorece la reproducción de microorganismos y el crecimiento celular a partir de la oxidación biológica y la nitrificación que tienen lugar en el filtro. Con esta oxidación aeróbica y nitrificación, los sólidos orgánicos se convierten en biopelícula consumida por larvas de insectos, caracoles y gusanos que ayudan a mantener un espesor óptimo. La sobrecarga de los lechos puede aumentar el grosor de la biopelícula y provocar condiciones anaeróbicas y la posible biocaptación del medio filtrante y la formación de charcos en la superficie.

#### Contactores biológicos rotativos

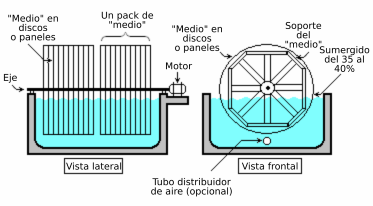
Diagrama esquemático de un contactor biológico rotativo (RBC) para el tratamiento de aguas residuales. El clarificador/sedimentador de efluentes no está incluido en el diagrama.

Un contactor biológico rotativo o RBC es un proceso de tratamiento biológico de película fija que se utiliza en el tratamiento secundario de aguas residuales tras el tratamiento primario. El proceso de tratamiento primario implica la eliminación de arenas y materiales gruesos en suspensión mediante un proceso de cribado, seguido de la sedimentación de los sólidos en suspensión. El proceso de RBC permite que las aguas residuales entren en contacto con una película biológica para eliminar los contaminantes presentes en las aguas residuales antes de verter las aguas residuales tratadas al medio ambiente, normalmente una masa de agua (río, lago u océano). Un contactor biológico rotativo es un tipo de proceso de tratamiento secundario (biológico). Consiste en una serie de discos paralelos muy próximos entre sí montados sobre un eje giratorio que se apoya justo encima de la superficie de las aguas residuales. En la superficie de los discos crecen microorganismos que degradan biológicamente los contaminantes de las aguas residuales.

#### Humedales construidos

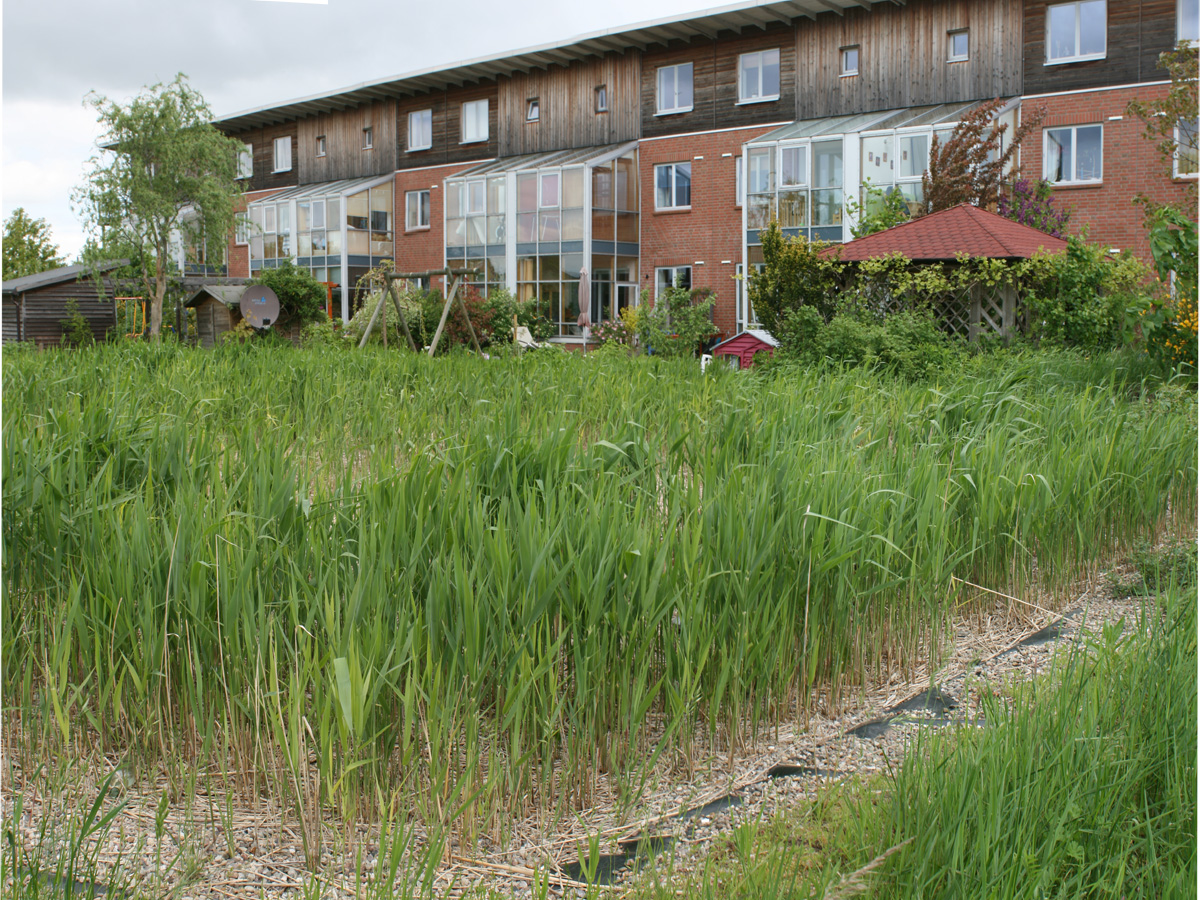
Humedal construido en un asentamiento ecológico en Flintenbreite, cerca de Lübeck, Alemania

Un humedal construido es un humedal artificial para el tratamiento de aguas residuales, aguas grises, aguas pluviales o aguas residuales industriales. También puede diseñarse para la recuperación de tierras tras la explotación minera o como medida de mitigación de la pérdida de zonas naturales por el desarrollo urbanístico. Los humedales artificiales son sistemas artificiales que utilizan las funciones naturales de la vegetación, el suelo y los organismos para proporcionar un tratamiento secundario a las aguas residuales. El diseño de los humedales artificiales debe ajustarse al tipo de aguas residuales que vayan a tratarse. Los humedales artificiales se han utilizado tanto en sistemas de aguas residuales centralizados como descentralizados. El tratamiento primario se recomienda cuando hay una gran cantidad de sólidos en suspensión o materia orgánica soluble (medida como demanda bioquímica de oxígeno y demanda química de oxígeno).

### Sistemas de crecimiento suspendido

#### Lodo activado

Un esquema generalizado de un proceso de lodos activados.

Los lodos activados son un método común de tratamiento secundario por crecimiento en suspensión. Las plantas de fangos activos abarcan una variedad de mecanismos y procesos que utilizan oxígeno disuelto para promover el crecimiento de flóculos biológicos que eliminan sustancialmente la materia orgánica.: 12-13 El flóculo biológico es un ecosistema de biota viva que subsiste gracias a los nutrientes del efluente del clarificador primario. Estos sólidos disueltos, en su mayoría carbonosos, se someten a aireación para ser descompuestos y oxidados biológicamente a dióxido de carbono o convertidos en flóculos biológicos adicionales de microorganismos reproductores. Los sólidos disueltos nitrogenados (aminoácidos, amoníaco, etc.) se convierten de forma similar en flóculos biológicos o son oxidados por los flóculos a nitritos, nitratos y, en algunos procesos, a nitrógeno gaseoso mediante desnitrificación. Aunque la desnitrificación se fomenta en algunos procesos de tratamiento, a menudo impide la sedimentación del flóculo, lo que provoca un efluente de baja calidad en muchas plantas de aireación suspendida. El rebosadero de la cámara de mezcla de fangos activos se envía a un clarificador donde el flóculo biológico en suspensión se sedimenta mientras el agua tratada pasa a tratamiento terciario o desinfección. El flóculo sedimentado se devuelve a la cámara de mezcla para seguir creciendo en el efluente primario. Como en la mayoría de los ecosistemas, los cambios de población entre la biota de los lodos activados pueden reducir la eficacia del tratamiento. Nocardia, una espuma marrón flotante que a veces se identifica erróneamente como hongo de las aguas residuales, es el más conocido de los muchos hongos y protistas diferentes que pueden sobrepoblar el flóculo y causar trastornos en el proceso. Las concentraciones elevadas de residuos tóxicos, como plaguicidas, residuos industriales metálicos o pH extremos, pueden matar la biota del ecosistema de un reactor de lodos activados.

##### Reactores por lotes de secuenciación
Un tipo de sistema que combina el tratamiento secundario y la decantación es el de lodos activados cíclicamente (CASSBR), o reactor discontinuo secuencial (SBR). Normalmente, los lodos activados se mezclan con las aguas residuales brutas entrantes y, a continuación, se mezclan y airean. El lodo sedimentado se escurre y se vuelve a airear antes de que una parte se devuelva a la cabecera.
La desventaja del proceso CASSBR es que requiere un control preciso de los tiempos, la mezcla y la aireación. Esta precisión se consigue normalmente con controles informáticos conectados a sensores. Un sistema tan complejo y frágil no es adecuado para lugares donde los controles pueden ser poco fiables, estar mal mantenidos o donde el suministro eléctrico puede ser intermitente.

##### Plantas de paquete
Existe una amplia gama de tipos de plantas combinadas, que suelen dar servicio a pequeñas comunidades o plantas industriales que pueden utilizar procesos de tratamiento híbridos que a menudo implican el uso de lodos aeróbicos para tratar las aguas residuales entrantes. En estas plantas puede omitirse la etapa de sedimentación primaria del tratamiento. En estas plantas se crea un flóculo biótico que proporciona el sustrato necesario. Las plantas paquete son diseñadas y fabricadas por empresas de ingeniería especializadas en dimensiones que permiten su transporte al lugar de trabajo en carreteras públicas, normalmente de 3,7 por 3,7 metros de ancho y alto (12 pies × 12 pies). La longitud varía en función de la capacidad, ya que las plantas más grandes se fabrican en piezas y se sueldan in situ. Se prefiere el acero a los materiales sintéticos (por ejemplo, el plástico) por su durabilidad. Las plantas de paquete suelen ser variantes de aireación prolongada, para favorecer el enfoque de "encajar y olvidarse" necesario para pequeñas comunidades sin personal operativo dedicado. Existen varias normas que facilitan su diseño.
Las plantas de paquete de aireación extendida utilizan balsas separadas para la aireación y la decantación, y son algo más grandes que las plantas SBR con una sensibilidad temporal reducida

##### Biorreactores de membrana
Los biorreactores de membrana (MBR) son sistemas de lodos activados que utilizan un proceso de separación de fase líquida-sólida por membrana. El componente de membrana utiliza membranas de microfiltración o ultrafiltración de baja presión y elimina la necesidad de un clarificador o filtración secundarios. Las membranas suelen estar sumergidas en el tanque de aireación; sin embargo, algunas aplicaciones utilizan un tanque de membranas independiente. Una de las principales ventajas de un sistema MBR es que supera eficazmente las limitaciones asociadas a la deficiente sedimentación de los fangos en los procesos convencionales de fangos activados (CAS). La tecnología permite el funcionamiento del biorreactor con una concentración de sólidos en suspensión en el licor mezclado (MLSS) considerablemente mayor que la de los sistemas CAS, que están limitados por la sedimentación de los lodos. El proceso suele funcionar con una concentración de MLSS de entre 8.000 y 12.000 mg/L, mientras que los CAS funcionan con una concentración de entre 2.000 y 3.000 mg/L. 
La elevada concentración de biomasa en el proceso MBR permite una eliminación muy eficaz de materiales biodegradables tanto solubles como en partículas a tasas de carga más elevadas. Así, los mayores tiempos de retención de los lodos, que suelen superar los 15 días, garantizan una nitrificación completa incluso en climas extremadamente fríos.El coste de construcción y funcionamiento de un MBR suele ser superior al de los métodos convencionales de tratamiento de aguas residuales. Los filtros de membrana pueden cegarse con la grasa o sufrir abrasión por la arenilla en suspensión y carecen de la flexibilidad de un clarificador para pasar caudales punta. La tecnología se ha hecho cada vez más popular para el pretratamiento fiable de flujos de residuos y ha ganado una mayor aceptación en los casos en que la infiltración y el flujo de entrada se han controlado. El reducido tamaño de los sistemas MBR y la alta calidad del efluente producido los hacen especialmente útiles para aplicaciones de reutilización del agua.

##### Granulación aeróbica

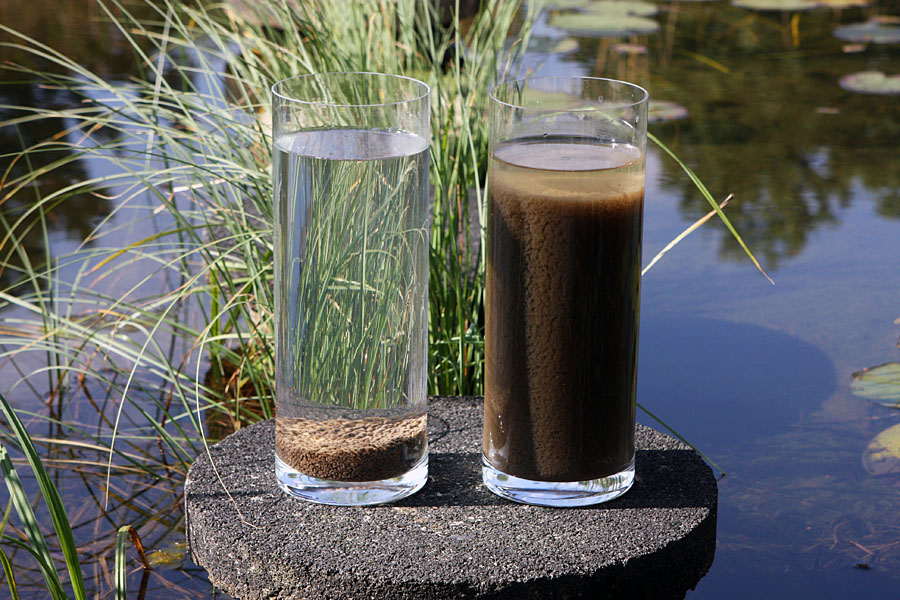
Biomasa Nereda izquierda y lodos activados tras sólo unos minutos de sedimentación

Los lodos granulares aerobios pueden formarse aplicando condiciones de proceso específicas que favorezcan los organismos de crecimiento lento, como los PAO (organismos acumuladores de polifosfato) y los GAO (organismos acumuladores de glucógeno). Otra parte clave de la granulación es el desperdicio selectivo, por el que los lodos de sedimentación lenta en forma de flóculos se vierten como lodos residuales y se retiene la biomasa de sedimentación más rápida. Este proceso se ha comercializado como proceso Nereda.

#### Lagunas o estanques aireados superficialmente

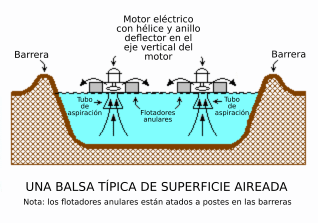
Un depósito típico aireado en la superficie (usando aireadores flotantes accionados por motor)

Las lagunas aireadas son un método de tratamiento secundario de crecimiento suspendido de baja tecnología que utiliza aireadores motorizados que flotan en la superficie del agua para aumentar la transferencia de oxígeno atmosférico a la laguna y mezclar su contenido. Los aireadores de superficie flotante suelen tener una capacidad de suministro de aire equivalente a entre 1.8 a 2.7 kg O2/kW·h. Las lagunas aireadas proporcionan una mezcla menos eficaz que los sistemas convencionales de lodos activados y no alcanzan el mismo nivel de rendimiento. La profundidad de las balsas puede oscilar entre 1,5 y 5,0 metros. Las balsas aireadas en superficie consiguen eliminar entre el 80% y el 90% de la DBO con tiempos de retención de 1 a 10 días. Muchos pequeños sistemas municipales de alcantarillado de Estados Unidos (1 millón de galones/día o menos/3785 m3) utilizan lagunas aireadas.

### Tecnologías emergentes
- Los filtros biológicos aireados (o anóxicos) (BAF) o biofiltros combinan la filtración con la reducción biológica del carbono, la nitrificación o la desnitrificación. Los BAF suelen incluir un reactor lleno de un medio filtrante. El medio está en suspensión o sostenido por una capa de grava al pie del filtro. El doble propósito de este medio es sostener la biomasa altamente activa que está adherida a él y filtrar los sólidos en suspensión. La reducción de carbono y la conversión de amoníaco se producen en modo aeróbico y a veces se consiguen en un único reactor, mientras que la conversión de nitratos se produce en modo anóxico. El BAF funciona en configuración de flujo ascendente o descendente dependiendo del diseño especificado por el fabricante.[22]
- Lodos activados de película fija integrados
- Los reactores de biopelícula de lecho móvil (MBBR) generalmente requieren una huella más pequeña que los sistemas de crecimiento suspendido.[23][24]

## Consideraciones de diseño

### Trastornos del proceso
Las alteraciones del proceso son disminuciones temporales del rendimiento de la planta de tratamiento causadas por cambios significativos en la población del ecosistema de tratamiento secundario. Entre las condiciones que pueden provocar alteraciones se incluyen los productos químicos tóxicos y las concentraciones inusualmente altas o bajas de residuos orgánicos que proporcionan alimento al ecosistema del biorreactor.
Las medidas que crean cargas uniformes de aguas residuales tienden a reducir la probabilidad de que se produzcan alteraciones. Los biorreactores de tratamiento secundario de película fija o crecimiento adherido son similares a un modelo de reactor de flujo tapón que hace circular el agua sobre superficies colonizadas por biopelícula, mientras que los biorreactores de crecimiento suspendido se asemejan a un reactor continuo de tanque agitado que mantiene los microorganismos en suspensión mientras se trata el agua.
Los biorreactores de tratamiento secundario pueden ir seguidos de una separación física de fases para eliminar los sólidos biológicos del agua tratada. La duración de la alteración de los sistemas de tratamiento secundario de película fija puede ser mayor debido al tiempo necesario para recolonizar las superficies de tratamiento. Los ecosistemas de crecimiento en suspensión pueden restablecerse a partir de una reserva de población. Los sistemas de reciclado de lodos activados proporcionan una reserva integrada si las condiciones de alteración se detectan a tiempo para tomar medidas correctivas. 
El reciclado de fangos puede desconectarse temporalmente para evitar el lavado de fangos durante los caudales punta de las tormentas, cuando la dilución mantiene bajas las concentraciones de demanda biológica de oxígeno (DBO). Los sistemas de lodos activados de crecimiento suspendido pueden funcionar en un espacio más reducido que los sistemas de filtro percolador de película fija que tratan la misma cantidad de agua; pero los sistemas de película fija son más capaces de hacer frente a cambios drásticos en la cantidad de material biológico y pueden proporcionar mayores tasas de eliminación de materia orgánica y sólidos en suspensión que los sistemas de crecimiento suspendido.: 11-13 
Las variaciones del flujo de aguas residuales pueden reducirse limitando la recogida de aguas pluviales por el sistema de alcantarillado y exigiendo a las instalaciones industriales que viertan los residuos del proceso por lotes al alcantarillado a lo largo de un intervalo de tiempo en lugar de inmediatamente después de su creación. El vertido de residuos industriales orgánicos adecuados puede programarse para mantener el ecosistema de tratamiento secundario durante los periodos de bajo flujo de residuos residenciales. Los sistemas de tratamiento de aguas residuales que experimenten fluctuaciones en la carga de residuos durante las vacaciones pueden proporcionar alimentos alternativos para mantener los ecosistemas de tratamiento secundario durante los periodos de uso reducido. Las instalaciones pequeñas pueden preparar una solución de azúcares solubles. Otras pueden encontrar residuos agrícolas compatibles u ofrecer incentivos de eliminación a los bombeadores de fosas sépticas durante los periodos de bajo uso.

### Toxicidad
Los residuos que contienen concentraciones de biocidas superiores al nivel de tolerancia del ecosistema de tratamiento secundario pueden matar una fracción importante de una o más especies importantes del ecosistema. La reducción de la DBO normalmente lograda por esa especie cesa temporalmente hasta que otras especies alcanzan una población adecuada para utilizar esa fuente de alimento, o la población original se recupera a medida que disminuyen las concentraciones de biocidas.

### Dilución
Los residuos con concentraciones de DBO inusualmente bajas pueden no mantener la población de tratamiento secundario necesaria para concentraciones de residuos normales. La población reducida que sobreviva al evento de inanición puede ser incapaz de utilizar completamente la DBO disponible cuando las cargas de residuos vuelvan a la normalidad. La dilución puede deberse a la adición de grandes volúmenes de agua relativamente no contaminada, como la escorrentía de aguas pluviales, a un alcantarillado combinado. 
Las depuradoras más pequeñas pueden sufrir dilución por vertidos de agua de refrigeración, fugas importantes de fontanería, extinción de incendios o vaciado de piscinas grandes.Un problema similar ocurre cuando las concentraciones de DBO descienden cuando un caudal bajo aumenta el tiempo de residencia de los residuos en el biorreactor de tratamiento secundario. Los ecosistemas de tratamiento secundario de las comunidades universitarias aclimatadas a las fluctuaciones de carga de residuos debidas a los ciclos de trabajo y sueño de los estudiantes pueden tener dificultades para sobrevivir a las vacaciones escolares. 
Los sistemas de tratamiento secundario acostumbrados a los ciclos rutinarios de producción de las instalaciones industriales pueden tener dificultades para sobrevivir al cierre de las plantas industriales. Las poblaciones de especies que se alimentan de los residuos entrantes disminuyen inicialmente a medida que disminuye la concentración de esas fuentes de alimento. El declive de la población continúa a medida que las poblaciones de depredadores del ecosistema compiten por una población decreciente de organismos de nivel trófico inferior.

### Carga máxima de residuos
Las altas concentraciones de DBO superan inicialmente la capacidad del ecosistema de tratamiento secundario para utilizar los alimentos disponibles. Las poblaciones de organismos aerobios del ecosistema aumentan hasta que se alcanzan las limitaciones de transferencia de oxígeno del biorreactor de tratamiento secundario. Las poblaciones del ecosistema de tratamiento secundario pueden desplazarse hacia especies con menores necesidades de oxígeno, pero la incapacidad de esas especies para utilizar algunas fuentes de alimento puede producir concentraciones más elevadas de DBO en el efluente. 
Los aumentos más extremos de las concentraciones de DBO pueden hacer descender las concentraciones de oxígeno antes de que la población del ecosistema de tratamiento secundario pueda adaptarse, y provocar una disminución brusca de la población entre las especies importantes. La eficacia normal de eliminación de la DBO no se restablecerá hasta que las poblaciones de especies aerobias se recuperen después de que las concentraciones de oxígeno vuelvan a la normalidad.

### La temperatura
Los procesos de oxidación biológica son sensibles a la temperatura y, entre 0 °C y 40 °C, la velocidad de las reacciones biológicas aumenta con la temperatura. La mayoría de los recipientes aireados en superficie funcionan entre 4 °C y 32 °C